# Iglesia de San Juan de Verdara
La iglesia de San Juan de Verdara de Padua, San Giovanni di Verdara en italiano, es un edificio de origen medieval que fue lugar de culto hasta 1866. Durante siglos fue la iglesia del cercano monasterio de los Canónigos Regulares Lateranenses y un importante centro artístico de la ciudad. Hoy en día, la antigua estructura, con los edificios monásticos adyacentes, es el hospital militar de Padua (Ospedale Militare di Padova).

## Historia
La iglesia se construyó a principios del siglo XIII -sobre una existente en 1219- como lugar de culto de un cenobio de monjes benedictinos: este priorato, edificado en una zona de la ciudad «viridaria» caracterizada por una exuberante vegetación, se denominó por ello «in viridario» y después «di Verdara» (de verdura). El monasterio se convirtió en un importante centro religioso entre los siglos XIV y XV y los monjes engrandecieron y ampliaron la iglesia y los edificios anejos.
En 1431 el papa Eugenio IV entregó todo el monasterio en encomienda a su sobrino el cardenal Antonio Correr, obispo de Ostia, quien lo confió en 1436 a una floreciente comunidad de canónigos lateranenses regulares que emprendieron una amplia campaña de restauración encargando las obras a Lorenzo da Bologna y Giuliano da Porlezza. Entre 1519 y 1527 fue residencia de Pietro Martire Vermigli y Reginald Pole. En 1566 adquirió el título de abadía. Entre los siglos XV y XVII, los canónigos reunieron importantes obras de arte y libros, entre ellos la colección de Pietro Montagnana, desarrollando una de las colecciones renacentistas más importantes que atrajo la atención de humanistas de la talla de Pietro Bembo, asiduo visitante del complejo. El «museo» de San Giovanni di Verdara se convirtió en una de las principales atracciones de la ciudad entre los siglos XVI y XVIII, especialmente tras la labor del abad Ascanio Varese, que añadió la rica colección de Marco Mantova Bonavides, que ingresó en el monasterio en 1711. Ludovico Antonio Muratori, atento catalogador de la biblioteca, también contribuyó incansablemente a su cuidado.
En 1783, la República de Venecia suprimió la orden de los canónigos de Letrán. La colección de los monjes se convirtió en la colección del posterior Museo Cívico, mientras que el resto pasó a la Biblioteca Nacional Marciana. La iglesia siguió siendo oficiada por sacerdotes seculares que mantuvieron el mobiliario, mientras que la Ca' di Dio (casa de los hermanos) se instaló en las dependencias monásticas. 
Las dependencias, tras una breve ocupación por parte de los escolapios, pasaron a ser en 1847 un cuartel austriaco donde se instalaron tres mil soldados austriacos con sus doscientos caballos. La iglesia fue oficiada hasta 1866 por la orden de los jesuitas, que había comprado el complejo en 1852 y lo había convertido en un internado de varones.
Posteriormente, las instalaciones fueron ocupadas y más tarde expropiadas por la nueva administración italiana y el complejo se convirtió en un hospital militar. La iglesia de tres naves se fue subdividiendo en estructuras funcionales para las actividades hospitalarias. En la actualidad, la iglesia forma parte integrante del cuartel «De Bertolini» del Ejército italiano, donde se encuentra el Departamento Militar de Medicina Forense de Padua.
Las numerosas obras de arte que decoraban la iglesia se exponen hoy en gran parte en los Musei Civici agli Eremitani.
El extraordinario monumento, de importancia fundamental para la historia artística de la ciudad y el desarrollo del gusto renacentista en el norte de Italia, forma ahora parte de un recinto militar y no puede visitarse, aunque la fachada es parcialmente visible desde la Via San Giovanni di Verdara, frente a él.
En la iglesia fueron enterrados personajes ilustres como Andrea Briosco, Lazzaro Bonamico, Giovanni Calfurnio, Giovanni da Cavino, Luca Ferrari y Domenico Senno.

## Descripción

### Exterior

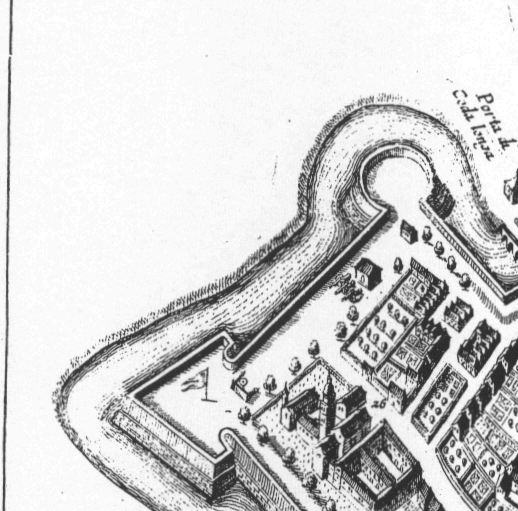
El conjunto monástico en un grabado de 1640

En la fachada saliente, orientada al este, aún se aprecian vanos góticos, entre ellos el hermoso rosetón decorado con arcos polilobulados; el resto de la disposición arquitectónica es posterior, quizá del siglo XVII. En el arco sobre el portal principal había un fresco de Giacomo Ceruti que representaba «la Virgen con San José y San Juan», mientras que a la izquierda estaba el monumento sepulcral de Andrea Briosco con un tondo de bronce con la efigie del artista (desaparecido después de 1797) y un memorial dictado por el canónigo Girolamo Negri. En los laterales se aprecian arcos ciegos profundos que denotan el carácter de una construcción gótica de los siglos XIV o XV. El ábside orientado al oeste sobresale considerablemente del edificio y termina en una planta poligonal. Junto a él se alza la base del campanario, que se derrumbó casi por completo después de 1866. Al sur se alzan las estructuras monásticas, aún bien conservadas, caracterizadas por los dos claustros monumentales.

### Interior

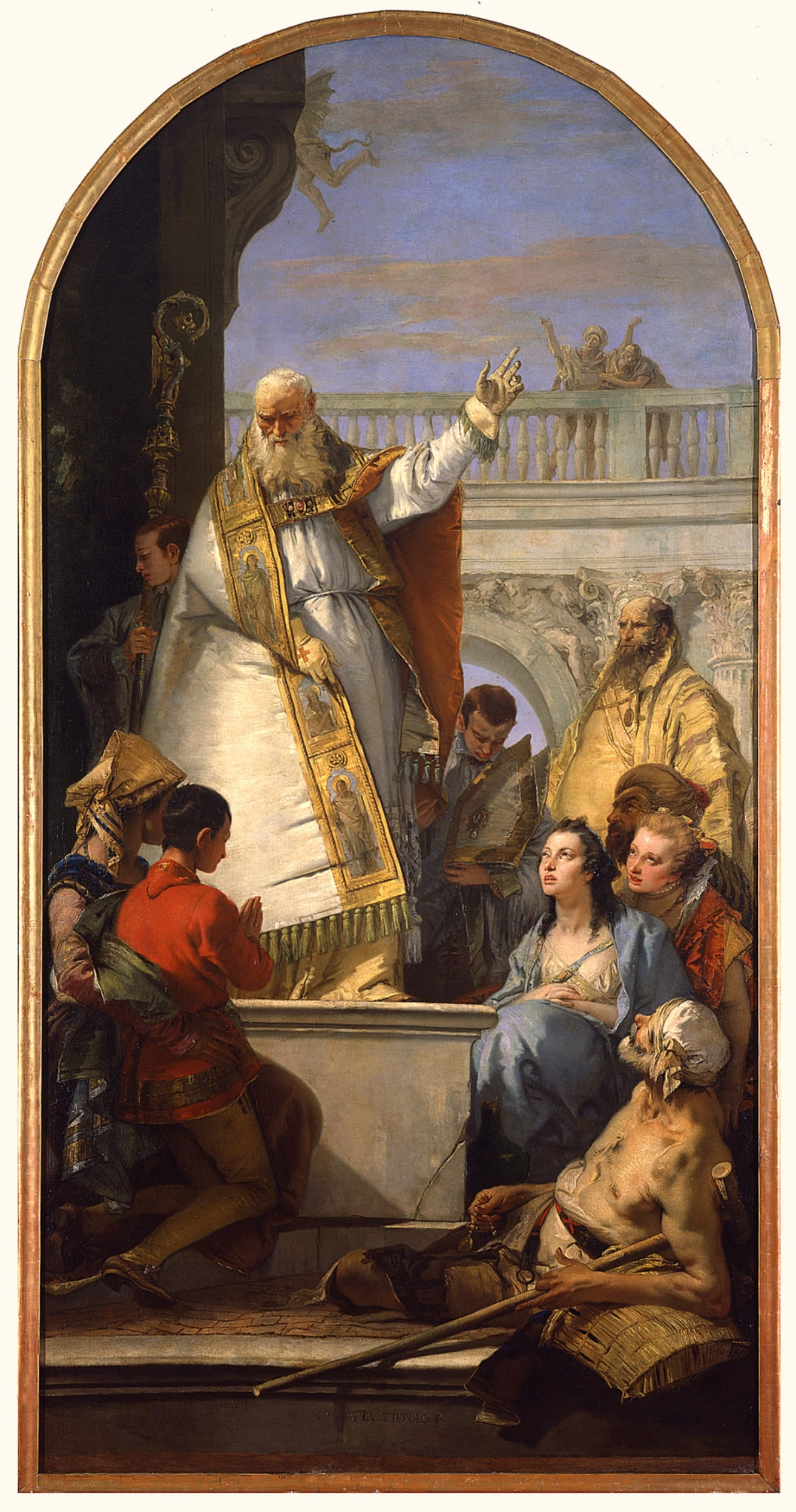
San Patrizio, obra de Tiepolo que estuvo en San Juan Verdara

El interior de la iglesia, con tres naves abiertas por amplias arcadas, era rico en obras de arte: en un altar se encontraba la admirable escultura «Nuestra Señora de los Dolores con Cristo muerto y la Dolorosa», de Antonio Bonazza (actualmente expuesta en los museos municipales); en el altar de San Patricio, el precioso cuadro de Tiepolo «San Patricio obispo en el acto de curar a un enfermo», actualmente en la pinacoteca municipal. Dos monumentales sepulcros renacentistas situados actualmente en el claustro del Noviciado de la Basílica de San Antonio enriquecieron la iglesia: el más antiguo, dedicado a Giovanni Calfurnio, es obra de Antonio Minello, y enfrente, el de Lazzaro Bonamico, erigido sobre un modelo de Andrea Palladio y embellecido por el busto en bronce del humanista realizado por Danese Cattaneo (el original se expone actualmente en el Museo Cívico de Bassano). Existen obras al fresco y oleos de Pietro Bacchi da Bagnara, Stefano dall'Arzare, Pietro Ricchi, Alessandro Varotari.
En el altar del Santísimo Sacramento hubo un tabernáculo de ébano, enriquecido con piedras preciosas.

## La colección de los Canónigos Lateranenses
Si, con la supresión de 1783, los canónigos de Verona y Bérgamo hicieron subastar sus bienes, el Senado de la República tuvo especial celo por el de Padua en conservar la grandiosa colección que los religiosos enriquecieron durante siglos: Además de la biblioteca, había una prestigiosa colección de «retratos de hombres ilustres, en metal, mármol, marfil y cera», una rica colección de marfiles y bronces antiguos, tanto antiguos como modernos, una considerable pinacoteca y, por último, "jarrones antiguos, ídolos y simulacros de muchas y diversas naciones antiguas y modernas, y muchos camafeos y piedras talladas; lámparas de aceite y urnas sepulcrales; pesas y sellos antiguos, de tiempos altos y bajos. También hay un buen número de minerales, fósiles y crustáceos, corales y frutos marinos,... instrumentos matemáticos, astronómicos y ópticos; y una rica colección de medallas...". Una colección de estilo anticuario, tan en boga en la Italia barroca. Entre los bustos de cera destacaba uno de Tiziano «de la más exquisita factura» y entre los lienzos la Cena de Emaús de Piazzetta (hoy en Cleveland) y obras de Girolamo Forabosco y Andrea Vicentino.
En 1711 llegó la colección del siglo XVI de Marco Mantova Bonavides, magistralmente administrada por el abad Ascanio Varese (1726) asistido en la biblioteca por Ludovico Antonio Muratori. Alvise Tiepolo en el papel de «Aggiunto sopra li monasteri» se ocupó de la gestión de los bienes tras la supresión, asistido por Paolo Rucolini bibliotecario de la Biblioteca Pública de Padua y el abad Jacopo Marelli bibliotecario de la Marciana de Venecia, tarea concluida el 16 de enero de 1784. Las pertenencias más preciadas de la biblioteca se llevaron a la Marciana y las demás permanecieron en la ciudad de Padua y se incluyeron en las colecciones de la Biblioteca de la Universidad de Padua, mientras que «La parte del Anticuario... se unirá a las antiguas y famosas estatuas del Atrio de la Biblioteca de San Marcos, a las que estas piezas del Anticuario se adaptan muy bien, ya que entre ellas hay también una colección de medallas griegas y romanas, de las que era deseable tener algunas colecciones en San Marcos...». El resto permaneció en Padua, en el Museo de Historia Natural o Museo Público, creado ya en 1736, en el Gabinete de Física y en la Specola, mientras que las «Pinturas y Esculturas... a la propia Ciudad de Padua con el deber de conservarlas...», núcleo primitivo del actual Museo Cívico en los Eremitani.